# NGC 6925
NGC 6925 (другие обозначения — PGC 64980, ESO 463-4, MCG -5-48-22, AM 2031-320, IRAS20312-3209) — галактика в созвездии Микроскоп.
Этот объект входит в число перечисленных в оригинальной редакции «Нового общего каталога».
В галактике вспыхнула сверхновая SN 2011ei типа IIb, её пиковая видимая звездная величина составила 18,0.